# KH-5
«  KH-5 Argon » redirige ici. Pour les autres significations, voir Argon (homonymie).
Keyhole 5 ou KH-5 (nom de code Argon)  est une série des satellites de reconnaissance optique  américains, mis en orbite de février 1961 à août 1964. Leur fonctionnement était similaire à celui de la série Corona: les cartouches de films photographiques exposés étaient éjectées du satellite. Sur les au moins 12 missions lancées, il y eut 7 échecs. Les satellites étaient manufacturés par Lockheed. 
La série comportait des satellites d'une masse allant de 1 150 à 1 500 kg. La résolution au sol était de 140 m, la largeur de la bande balayée étant de 556 km. Les images, de basse résolution, étaient destinées à des fins cartographiques, la durée d'une mission étant de moins d'une semaine.
Les premières photos satellites de l'Antarctique furent retournées à l'occasion de missions KH-5.

## Satellites
| Nom        | Lancé le   | Désignation | Autre nom     | Autre nom       | Masse (kg) | Retombé le | Notes                                                                  |
| ---------- | ---------- | ----------- | ------------- | --------------- | ---------- | ---------- | ---------------------------------------------------------------------- |
| KH-5 9014A | 1961-02-17 | 1961-005A   | Discoverer 20 | 1961 Epsillon   | 1100       | 1962-07-28 | Cartouche de film non éjectée.                                         |
| KH-5 9016A | 1961-04-08 | 1961-011A   | Discoverer 23 | 1961 Lambda     | 1150       | 1962-04-16 | Cartouche de film éjectée sur une orbite incorrecte, jamais récupérée. |
| KH-5 9018A | 1961-06- 8 | DISC24      | Discoverer 24 | 1961-F05        | 1150       | ---        | N'a pas atteint l'orbite prévue.                                       |
| KH-5 9020A | 1961-07-21 | DISC27      | Discoverer 27 | 1961-F07        | 1150       | ---        | N'a pas atteint l'orbite prévue.                                       |
| KH-5 9034A | 1962-05-15 | 1962-018A   | FTV 1126      | 1962 Sigma      | 1150       | 1962-06-20 | Succès.                                                                |
| KH-5 9042A | 1962-09- 1 | 1962-044A   | FTV 1132      | 1962 A Upsillon | 1150       | 1962-10-01 | La cartouche de film a coulé en mer.                                   |
| KH-5 9046A | 1962-10- 9 | 1962-053A   | FTV 1134      | 1962 B Epsillon | 1500       | 1962-10-17 | Succès.                                                                |
| KH-5 9055A | 1963-04-26 | 1963-F07    | OPS 1008      | 1963-F07        | 1150       | ---        | N'a pas atteint l'orbite prévue.                                       |
| KH-5 9058A | 1963-08-29 | 1963-035A   | OPS 1561      | 1963-035        | 1000       | 1963-09-30 | Succès; déploiement du sous-satellite ELINT.                           |
| KH-5 9059A | 1963-10-29 | 1963-042A   | OPS 2437      | 1963-042        | 1500       | 1963-11-29 | Succès; déploiement du sous-satellite ELINT.                           |
| KH-5 9065A | 1964-06-13 | 1964-030A   | OPS 3236      | 1964-030        | 1500       | 1964-07-14 | Succès.                                                                |
| KH-5 9066A | 1964-08-21 | 1964-048A   | OPS 2739      | 1964-048        | 1500       | 1964-09-20 | Succès.                                                                |